# تلواربلاغی
تلواربلاغی یکی از روستاهای استان آذربایجان شرقی است که در دهستان کله‌بوز غربی بخش مرکزی شهرستان میانه واقع شده‌است.